# Кул-джаз
Кул-джаз (от англ. cool jazz, дословно — «спокойный», «прохладный» или «крутой джаз») — стиль современного джаза, возникший в конце 1940-х годов на Западном побережье США, получивший распространение преимущественно среди белых музыкантов-боперов и достигший наибольшего расцвета в 1960-е годы.
Слово cool применительно к джазу возникло после выхода альбома Birth of the Cool (запись 1949—1950 годов) известного джазового музыканта Майлза Дэвиса. Происхождение стиля и авторство названия связывают с именем свингового саксофониста Лестера Янга, который ещё в 1930-е годы разработал противоположную хот-джазу «холодную» манеру звукоизвлечения.
По способу звукоизвлечения и гармоническому мышлению у кул-джаза много общего с модальным джазом. Характеризуется эмоциональной сдержанностью, тенденцией к сближению с композиторской музыкой (усиление роли композиции, формы и гармонии, полифонизация фактуры), введением инструментов симфонического оркестра.
Выдающимися представителями кул-джаза являются трубачи Майлз Дэвис, Чет Бейкер, саксофонисты Пол Дезмонд, Джерри Маллиган, Стэн Гетц, Ли Кониц, Зут Симс, пианисты Билл Эванс, Дэйв Брубек (и его квартет), кларнетист Джимми Джуфри, тромбонист Боб Брукмайер, ударник Шелли Менн, Modern Jazz Quartet Джона Льюиса, квинтет Джорджа Ширинга.
Образцами кул-джаза являются такие композиции, как «Take Five» Пола Дезмонда, «My Funny Valentine» в исполнении Джерри Маллигана, «`Round Midnight» Телониуса Монка с альбома Round Midnight (1966) в исполнении Майлза Дэвиса.

## Влияние
Влияние кул-джаза обнаруживается в таких стилях, как босса нова, модальный джаз и фри-джаз.